# ゴジラvsメカゴジラ
『ゴジラvsメカゴジラ』（ゴジラたいメカゴジラ）は、1993年（平成5年）12月11日に公開された日本映画。ゴジラシリーズの第20作で、平成VSシリーズ第4作でもある。カラー、ビスタビジョン、ドルビーステレオ。略称は『VSメカゴジラ』『vsMG』。監督は大河原孝夫、主演は髙嶋政宏。
観客動員数は380万人。配給収入は18億7,000万円。キャッチコピーは「この戦いで、すべてが終わる。」「世紀末覇王誕生 誰もがこの戦いを待っていた。」。

## 概要
翌1994年がシリーズ第1作の『ゴジラ』（1954年）公開から40年目に当たることから、「ゴジラ生誕40周年記念作品」と銘打たれた。
本作品より対ゴジラ組織Gフォースが登場。メカゴジラを始めとする超兵器群は人類が開発した対ゴジラ兵器として描かれている。特技監督の川北紘一は、Gフォースの設定により昭和期の東宝特撮のような超兵器を登場させられるようになったと述べている。冒頭では、『ゴジラvsキングギドラ』（1991年）でゴジラに敗れたメカキングギドラの残骸を登場させており、物語の連続性を強調している。
一方で、人類とゴジラの戦いを描きつつも、ゴジラを悪役としては扱っておらず、自然の象徴のような捉え方がなされているのも特徴である。本作品でのゴジラは、平成シリーズで初めて仲間を守るために傷つくなど明確な感情表現が描写されており、唯一の同族であるベビーゴジラとの関係性を通じて、悪役という設定でありながら、最終的に観客が感情移入できる存在となっている。
2024年には4Kデジタルリマスター版が制作され、2025年2月7日から2月13日までゴジラ70周年記念企画「ゴジラ・シアター2025」にて上映された。

## ストーリー
1992年、留まることのないゴジラ被害に対応すべく、国連は国連G対策センター（U.N.G.C.C： United Nations Godziila Countermeasure Center）、および対ゴジラ部隊Gフォース（G-FORCE）を筑波に設置した。G対策センターは海底からメカキングギドラを引き揚げ、23世紀のテクノロジーを分析し、そこから得られた技術と過去の対ゴジラ兵器の技術を元に究極の対ゴジラ用戦闘マシンメカゴジラが完成した。1994年、対G戦闘マシン第1号機ガルーダの開発スタッフであった青木一馬は、メカゴジラのクルーとしてGフォースへの転属を命じられる。
折しもベーリング海のアドノア島で翼竜の化石が見つかり、国立生命科学研究所の古生物学者である大前裕史を中心とした調査隊が出向する。そこには翼竜の巣があり、孵化した後の卵の殻と孵化していない卵があった。調査団は孵化していない卵をヘリコプターの中に持ち込み分析していたが、もう一方の卵から孵化し、核廃棄物の影響で巨大化した翼竜・ラドンが姿を現す。逃げ惑う調査員たちに追い討ちをかけるかのごとく今度は海からゴジラが姿を現し、ラドンと戦い始める。調査員たちは卵とともに辛くも島を脱出、持ち帰った卵を京都の国立生命科学研究所に持ち込んだ。
無類の翼竜マニアであった一馬は国立生命科学研究所を訪ねるが、そこで卵を観察していた研究員・五条梓に部外者ということで拒否されてしまう。だが、その際に悪戯心から研究室から持ち帰った卵に付着していた古代植物のサンプルから、三枝未希が微弱で奇妙な波動を感じとる。精神開発センターで調査した結果、植物から音楽のようなテレパシー波が発信されていることが判明する。さらに、子供たちが感じたメロディをコンピューターで再現された音が国立生命科学研究所で再生されると同時に、卵が突如孵化を始める。卵からは翼竜ではなく、ゴジラザウルスの幼獣であるベビーゴジラが誕生。
その直後、同族であるベビーゴジラを探すために、ゴジラが四日市市のコンビナート地帯に上陸する。Gフォースの上層部はメカゴジラの出撃命令を下し、鈴鹿山中で両者は激突。メカゴジラの猛攻によりゴジラは圧倒されあと一歩のところまで追い詰められるが、打ち込まれたショックアンカーから体内放射のエネルギーを逆流された影響でメカゴジラの機関室に火災が発生し操縦不能に陥ったことで形勢が逆転する。大津付近で迎え撃ったGフォースの航空部隊と地上部隊を放射熱線でその防衛線を破ったゴジラは、大文字山方向からベビーのいる京都に進撃し国立生命科学研究所を襲うが、未希の発案で地下の細胞保存室に移されていたベビーゴジラを感知することはできず、諦めて大阪湾へ去った。
京都へ無断外出していた一馬は、駐車場係へ左遷されるが、密かにガルーダの改造を進める。一方、ベビーはG対策センターへ移送され、梓が世話をしていた。ベビーを研究したGフォースの兵藤は、ゴジラの腰部に第二の脳を発見し、この部分を破壊することでゴジラを倒す「Gクラッシャー計画」を立案する。
そのころ、駐車場でメカゴジラ開発責任者のアシモフ博士を待ち伏せていた一馬は、ガルーダとメカゴジラの合体計画を提案する。ロボット部門へ復帰した一馬はその報告に梓のもとを訪れていたが、時を同じくしてベビーの飼育室を見学に訪れた精神開発センターの超能力少女たちが古代植物のメロディを歌うと、アドノア島で力尽きていたラドンがファイヤーラドンとして復活する。
ゴジラがベビーを求めていることを察したGフォースは、梓たちの反対を押し切り、ベビーを囮にしてゴジラをおびき出す「ゴジラ誘き寄せ作戦」に出る。そしてベビーは梓の付き添いのもと、コンテナで運ばれるが、ファイヤーラドンがベビーのSOSを受けて飛来し、ベビーと梓の入ったコンテナを確保して千葉の幕張へ降り立つ。駆け付けたガルーダや修復が完了したメカゴジラによりファイヤーラドンは撃退されるが、そこに同族であるベビーを保護するために東京湾からゴジラが出現する。再び両者は幕張ベイエリアで激闘を開始する。
メカゴジラはガルーダと合体してスーパーメカゴジラとなり、Gクラッシャーによってゴジラの第二の脳を破壊する。ゴジラは力尽きるが、ファイヤーラドンが生命エネルギーを注ぎ込んだことで第二の脳が再生し、再び立ち上がる。スーパーメカゴジラを破壊したゴジラは、ベビーとともに海へと去っていく。

## 登場怪獣
ゴジラ

メカゴジラ→スーパーメカゴジラ

ベビーゴジラ

ラドン→ファイヤーラドン

このほか、冒頭にメカキングギドラの中央の首の残骸が登場。

## 登場人物
※ここでは『東宝SF特撮映画シリーズVOL.8 ゴジラVSメカゴジラ』で「主な登場人物」として掲載されている人物のみを挙げる。
青木 一馬（）
本作品の主人公。国連G対策センターのロボット技師。28歳。
お蔵入りとなった対G戦闘マシン第1号機ガルーダの開発スタッフ。ガルーダへの思い入れの強さから、本機のドック管理人となっていた。その後辞令を受けてGフォースへ出向し、准尉としてメカゴジラのメンテナンス要員に任命され訓練を受けていたが、ゴジラ出現時に無断で京都の国立生命科学研究所を訪れていたことから、任務放棄と見なされ駐車場係に左遷される。
軟弱で、普段は不真面目とも見える調子のいい性格だが、技師としての腕や発想力は本物で、メカゴジラにガルーダを合体させるアイデアを出したことでロボット部門に復帰する。
梓とベビーゴジラが乗ったコンテナがラドンに捕まったと知ると、正規のパイロットであるジョンソンを押しのけて自らガルーダで出撃する勇敢さも見せる。
無類の翼竜（プテラノドン）マニアで、履歴書にも趣味として記入したり、自作飛行メカのモチーフに用いるほど入れ込んでいる。
プロフィールには、かつてスーパーX2の開発にも携わっていた経歴も記載されている。愛車はエスクード・ノマド。
英語が堪能で、アシモフ博士にメカゴジラとガルーダの合体案を提案する際も英語で話している。
- 監督の大河原孝夫は、ゴジラ映画に優等生の二枚目は似合わないと考え、一馬の人物像を観客が感情移入しやすい2.5枚目とした。プロデューサーの富山省吾や脚本家の三村渉らは、無責任シリーズでの植木等のようなコメディリリーフと想定していたが、大河原はこれに反対し自然体の民間人として描いている。演じる高嶋政宏は、一馬について前半での軽いキャラクターから後半での戦う男へと変化していくことが難しかったと述べている。また、高嶋は自身が演じた『ガンヘッド』（1989年）の主人公ブルックリンにも似ていると評している。

五条 梓（）
本作品のヒロイン。国立生命科学研究所研究員。大前の助手。25歳。
アドノア島で持ち帰った卵から孵ったベビーゴジラに母親として慕われる。研究所に無断で入った一馬の頼みを聞かず追い返すなど融通が利かない面もあるが、ベビーに対しては母親のように接し、ベビーが国連G対策センターに引き取られた際は世話係として共に出向し、ゴジラを誘き寄せる作戦の際にもベビーと共にコンテナに乗って守ろうとするなど、母性的で芯が強い女性である。
- 梓の人物像は、大河原からの要望によりヒロインとしての要素が加えられた。三村は、従来のゴジラ映画には希薄だった母性的な役割を意図したと述べている。
- 衣装は、白衣を着ていることが前提のため、上着を変えれば外に出られるシンプルなものとなった。

三枝 未希（）
国連G対策センター所属のエスパー。21歳。
超能力で大前たちが持ち帰った卵から孵った恐竜がゴジラザウルスだと見抜く。今回ベビーと出会ったことで、ゴジラに対する想いが大きく変わり、ゴジラやベビーに対して強いシンパシーが芽生えるも、Gフォースからの要請により、メカゴジラのコクピットに搭乗しゴジラの第2の脳の位置をテレパシーで特定するというロック・オンを担うこととなってしまう。
ラストではベビーにテレパシーを送って野生に目覚めさせゴジラの元へ送るなど、活躍の場が今までより多い。
- 当初はメカゴジラに搭乗する設定ではなかったが、本作品が最終作となる可能性があったため、未希の存在を最大限活かすかたちに改められた。また、三村は未希の葛藤が本作品のテーマにつながるキーポイントであると述べている。演じる小高恵美は、本作品が未希にとっても自身にとっても転機であったといい、ベビーゴジラとのふれあいを通じてゴジラに対しても特別な感情を抱くようになったと述べている。脚本決定稿では、海底でゴジラが動き始めたことを察知するシーンも存在した。
- ベビーと対面した際に髪を乱されるシーンが存在したが、完成作品ではカットされた。そのほか、未希とベビーの絡みは大幅にカットされている。大河原は、未希の心情については他のシーンで代弁できていたと述べている。ラストで「さよなら、ゴジラ…」と言って髪が風で流れるシーンは、小高の提案で結んでいた髪をほどきつつ話し、観客に戦いを終えるというムードを伝え、これで最後なんだという思いを込め、髪が風で流れることで意識を視覚化したという。
- 従来の作品では、パステル系の衣装が多かったが、本作品では成長した働く女性としてのイメージを強調するため、モノトーン調の衣装となった。ベビーと対峙するシーンでの衣装は、すべてカットされたため完成作品には映されていない。髪型をショートカットにする案も存在したが、上記ベビーに髪を乱されるシーンやラストでの髪をなびかせる描写などが存在したため、次作に持ち越された。

佐々木 拓也（）
Gフォース隊長でメカゴジラの指揮官。階級は大尉。38歳。
隊員の訓練教官も務める。非常に厳しく、入隊した一馬を「恐竜坊や」と呼び、容赦なく鍛えるなど文字通りの鬼隊長であるが、辞令書を紙飛行機に折り飛ばして渡すお茶目な一面もある。
映画では本作品のみの登場だが、『コロコロコミック』に掲載されたコミカライズでは『ゴジラvsデストロイア』まで登場。黒木特佐とは旧知の仲となっている。
- 三村は、佐々木について物語を停滞させたり深刻にさせたりしないために創作したキャラクターであると述べており、一馬と漫才コンビのように描くことで物語をテンポよく軽快に進めることを意図していた。

曽根崎 淳（）
Gフォース所属のメカゴジラのシューター。階級は少尉。25歳。
生真面目な性格で、上官の佐々木同様に一馬を厳しく鍛えた。
- 未使用映像では、一馬の軽さを嘆いていたり、一馬を彼の私室に案内した際に、画鋲を投げて室内を飛んでいたハエを仕留める神業を披露している。演じる宮川一朗太と大河原は、精鋭のシューターとして描きつつも時折人間性を見せる役作りとすることを打ち合わせていたが、結果的にそういった部分は完成作品では省略された。脚本ではキャサリンに恋愛感情を抱いていたが、完成作品では掘り下げられていない。三村は、一流のシューターでありながら恋愛は未熟という設定にすることで一馬と対比的に描くことを意図しており、大河原は完成作品でも結果的にシューターとしての印象が深まったと述べているが、書籍『平成ゴジラ大全』では、曽根崎のキャラクターを明示する場面が切られたため、劇中での印象が今ひとつ薄くなったと評している。

キャサリン・バーガー
Gフォース所属のメカゴジラの副操縦士兼オペレーター。階級は少尉。24歳。アメリカ人。アメリカ海兵隊出身で空手の腕も相当なもの。

ジョニー・オーエン
Gフォース所属のメカゴジラのメンテナンス補助要員。階級は少尉。イギリス人。無断休暇を取った一馬に代わって鈴鹿戦に参加。

桂木 邦雄（）
日露合併油田会社の調査員。38歳。アドノア島で油田調査中にプテラノドンの化石とゴジラザウルスの卵を発見し、国立生命科学研究所に調査を依頼、案内する。
- 劇中で最初にゴジラの名を呼ぶため、演じるラサール石井はゴジラファンでもあったことから感激し、前日の晩は眠れなかったという。佐野も石井がこのセリフを言えることが嬉しいと語っていたことを証言している。

イワノビッチ
ロシアの石油調査員。桂木とともにアドノア島調査隊に同行し、案内を務める。

レオ・アシモフ
メカゴジラ開発チームの総責任者。53歳。アメリカ人。世界的なロボット工学の権威で、分析から設計、開発まで指揮を執る。メカゴジラ出撃の際には自ら戦闘司令室に赴き、指示を出す。物語後半では駐車場で一馬のメカゴジラとガルーダの合体案を了承した。
- 名前は、ロボット工学三原則で知られるSF作家アイザック・アシモフにちなんでいる。
- 眼鏡をかけているという設定は、ドック内でのスパークの描写をエフェクトで表現するために特技監督の川北が提案したものである。

片桐 ゆり（）
国連G対策センターロボット技師。22歳。Gフォースへ出向することになった青木一馬に代わってガルーダ製作スタッフに配属された新人女性。
一馬がロボット技師復帰後は助手としてガルーダ改造計画に参加する。

今井 博司（）
国連G対策センターのメカゴジラ担当のロボット技師。准尉。31歳。青木一馬の先輩で、彼にGフォースへの辞令を渡す。だが1か月後、一馬が任務放棄の一件で配置転換となってしまったため、欠員補助として自らがGフォースへ出向し、メカゴジラのメンテナンス要員となる。
- 脚本決定稿では、一馬に辞令を渡したあとも2人のやりとりが展開していた。

瀬川 隆之（）
国連G対策センター長官。60歳。対ゴジラ戦闘マシンの開発並びにゴジラ撃滅作戦の最高責任者であり、有事の際には自らもGフォースの戦闘司令室へ顔を出す。
基本的に温厚な人格者だが、ベビーを利用した囮作戦を梓に反対されても、長官としてゴジラの脅威から世界を解放するためと厳しい判断をする。
- 演じる佐原健二は、かつて田崎潤らが務めていたような立場を演じられたことを嬉しく思ったという。一方で、動きが少ないため難しい役であったとも述べている。

兵藤 巌（）
Gフォース兵器開発部門主任。階級は中佐。
冒頭ではアシモフと共に海底から引き上げたメカキングギドラの分析を行ったり、メカゴジラ出撃時には自ら指示のアナウンスを行う。また、ベビーゴジラの身体を分析調査したことでゴジラの弱点を見抜く。
次作『ゴジラvsスペースゴジラ』では、副司令官に昇格している。

細野（）
精神開発センター所長。58歳。未希が育った養成所の上司で後見人的存在である。久しぶりにやって来た未希を迎え、同行していた一馬には「頼りなさそうだねぇ」と評する。

麻生 孝昭（）
Gフォース司令官。階級は大佐。45歳。
ゴジラを打倒することに誰よりも意欲を燃やしている。あと一歩のところでゴジラを追い詰めるが、最終的にはラドンと一体化し復活を遂げたゴジラの猛反撃により形勢逆転され、メカゴジラがガルーダと共に完璧に破壊されたことでひどく落胆する。
本作品以降、『ゴジラvsデストロイア』まで登場する。

大前 裕史（）
国立生命科学研究所所属の古生物学博士。50歳。アドノア島で発見したゴジラザウルスの卵を研究所へ持ち帰る。
ベビー=ゴジラザウルスの腰部に第2の脳があることを発見し、ゴジラ対策に大きく貢献する。温厚な性格だが、梓がラドンにコンテナごと捕まった際には、救出部隊に同行して戦場へ赴くなど責任感の強い人物でもある。

## 登場兵器・メカニック

### 架空
メカゴジラ→スーパーメカゴジラ

ガルーダ

92式メーサー戦車

93式自走高射メーサー砲

メカゴジラ連絡シャトル（連絡シャトル）
「G対」の施設間をつなぐ、メカゴジラのメイン・ドックまで乗組員の短時間での輸送に用いられる高速の小型シャトル。
- 造形物は実物大のものが制作され、背景のCGとライティングによって走行しているように演出している。

F-16
国連Gフォース空軍の高性能ジェット戦闘機。アメリカ製F-16C戦闘機を、Gフォースがカナード翼の追加などの独自の改良を加えた機体。最高速度はマッハ2で、高い機動性を持つ。空対地ミサイルや空対空ミサイルなど、対ゴジラ戦専用の武器を搭載している。
大津山中で陸上部隊と共にゴジラを攻撃するも効果は無く、数機が撃墜される。
- 書籍『ゴジラ大百科 [スペースゴジラ編]』では、コスト面の問題から自衛隊の主力であるF-15Jではなく価格が半分のF-16を運用していると考察している。

74式戦車
74式戦車を無人化したGフォース陸軍の主力戦車。名称を74式戦車改としている資料もある。105mm戦車砲が主力兵装。管制は93式自走高射メーサー砲によって行われ、メーサー車輌の前後で行動し、補助戦力として活躍する。
劇中ではメーサー部隊やF-16改などと共に大津山中でゴジラを迎え撃つ。
- 前作同様、ミニチュアの一部は61式戦車の足回りを用いている。この仕様の車両を、61式戦車の車体に74式戦車のものを改修した105mm砲塔を取り付けた61式改戦車だとする資料もある。後に『幻星神ジャスティライザー』第44話の国防省の戦車隊に流用されているが、Gフォースの部隊章が付いたままとなっている。
- 書籍『ゴジラ大百科 [スペースゴジラ編]』では、迎撃よりも誘導を目的としておりゴジラに破壊されることを前提としているため、当時最新鋭の90式戦車ではなく、安価な旧式を運用していると考察している。

翼竜ロボット
「プテラノドンが趣味」という青木一馬が作ったお手製の飛行メカ。主翼は折り畳み式で、ロケットブースターで推進する。五条梓を載せて試験飛行が行なわれたが、エンジン不調で墜落した。その後、一馬がメカゴジラと合体したガルーダからの脱出に用いる。
- 企画段階ではミニガルーダという名称であったが、ガルーダが戦闘機風のデザインになったため名称を改められた。
- デザインは、本編美術助手の清水剛が手掛けた。造型はベル工芸が担当。ワイヤーによる撮影のほか、ハイビジョン合成も多用している。一馬と梓が乗るシーンでは実際に2人が乗った造形物を吊り上げているが、命綱などはつけておらず、高嶋は佐野が後ろで悲鳴を上げてしがみついてきたためつられて緊張してしまい、苦労した旨を語っている。

### 実在
- スズキ・エスクード
- 75式130mm自走多連装ロケット弾発射機[出典 73]（75式MSSR[114]）
- 90式戦車[114]
- CH-47 チヌーク[111]
- BK117A-4[111][注釈 13]
- AS350[111]
- AS332L1[111]

## 設定
国連G対策センター

Gフォース

国立生命科学研究所
京都市街の外れにある研究機関。地下には細胞保存室を持つ。ここの特別研究室に勤務している大前や梓たちが調査隊としてアドノア島に派遣され、ベビーゴジラの卵を持ち帰り観察した。後に本施設はベビーを探すゴジラによって半壊されてしまう。
- 特技監督の川北は、ロケハン時に研究所を京都大学内とすることも検討していたが、市街地で描写するのは難しいと考え、実際に研究所などが多い京都郊外の山間部と設定した。

精神開発センター
『ゴジラvsビオランテ』に登場した特別機関「精神科学開発センター」が発展した特別機関。2人の女性職員も「先輩」と未希のことを呼んだため、彼女たちもエスパーと推測される。ここに所属する子どもたちが超能力で卵に付着していたシプニオキスから音波を読み取り、コーラスにアレンジし披露している。
- ロケはサンピア多摩で行われた。『vsビオランテ』でのロケ地が使用できなかったため、別所での撮影となった。

アドノア島
ベーリング海にある架空の無人島。この島でプテラノドンの化石と卵、さらに太古にゴジラザウルスが托卵したと思われるベビーゴジラの卵が発見されている。島一帯の海域には、使用済み核燃料が不法投棄されており、ラドンの誕生とゴジラの封印突破の原因となる。
『ゴジラvsデストロイア』では、ベビーが成長したゴジラジュニアが、消滅したバース島からここへ帰ろうと北上する。
- 島の全景は、海の映像にアルプスの写真を合成している。霧も合成で加えている。
- ロケは三宅島で行われたが、台風により機材の搬入が遅れ、撮影は2日間となった。また、岩場ではヘリコプターが着陸できないほか、砂礫などを巻き上げてしまうおそれもあったという。夜間撮影も危険なため、夜のシーンは光量の強い照明を当てる「つぶし」と呼ばれる手法で撮影している。調査隊のテントは御殿場で撮影された。こちらでは実際の夜間に撮影している。

シプニオキス
アドノア島で発見されたベビーゴジラの卵と割れたプテラノドンの卵それぞれの表面に付着していた太古のシダ類の一種と推測される植物。卵の孵化を促進させる特定の音波「太古のメロディ」を発しており、これをコンピュータで再現した音楽や、アレンジしたコーラスを聴いたラドンはファイヤーラドンに復活し、ベビーは野生本能に目覚める。

## キャスト
- 青木一馬[出典 76]：髙嶋政宏
- 五条梓[出典 77]：佐野量子
- 三枝未希[出典 78]：小高恵美
- 佐々木拓也[出典 79]：原田大二郎
- 曽根崎淳[出典 80]：宮川一朗太
- 桂木邦雄[出典 81]：ラサール石井
- 片桐ゆり[出典 82]：中山忍
- 今井博司[出典 83]：武野功雄
- キャサリン・バーガー[出典 84][注釈 14]：シェリー・スゥエニー
- レオ・アシモフ[7][22][注釈 15]：レオ・メンゲッティ
- イワノビッチ[出典 86]（イワノヴィチ[145]）：ヴィタリ・イサエフ
- ジョニー・オーエン[出典 87][注釈 16]：ジョニー・アーチャー
- アンディ・ジョンソン[出典 88]（ジョンソン[145]）：アンディ・スミス
- トム小沢[出典 89]：藤岡大樹
- ジョン・コナー[出典 90]：トム・ドーラン
- 藤田守[出典 90]：沖隆二郎
- 加藤道也[7]（瀬川長官秘書官[22]、加藤道也秘書官[63]）：竹内康裕
- 加賀隆文[出典 90]：岩永茂
- 大河原隆[132]（Gフォース特殊部隊隊員[22]）：高市好行
- ソニー・スコット[132]（Gフォース隊員[22]）：ソニー・イマフィドン
- 中野[132]（Gフォース特殊部隊隊員[22]）：帯金伸行
- 円谷英夫[132]（Gフォース特殊部隊隊員[22]）：山田公男
- 川北[132]（Gフォース特殊部隊隊員[22]）：増島剛之
- 坂野芳子[132]（Gフォース司令室要員[22]）：高杉繭
- 橋本京香[132]（Gフォース隊員[22]）：岩下雪
- 大森恵理[132]（Gフォース隊員[22]）：大木奈菜
- 未希の後輩[132][注釈 17]：今村恵子、大沢さやか
- 大前博士の助手[出典 90]：桜井勝
- 大前博士の助手[出典 91]：江連健司
- Gフォース隊員[7][149][注釈 18]：剛州
- Gフォース司令室要員[7][22]（司令室要員[63]）：鳥木元博、金子孝之
- Gフォース司令室要員[出典 92]（司令室要員[63]）：鳥木元博
- Gフォース司令室要員[7][22]（司令室要員[63]）：金子孝之
- Gフォース隊員[7][22]（隊員[63]）：田渕景也、二木良太、鎌田吉次、大塚寛、本田景久、山岸大裕、三瓶慶介、永渕隆二、堀口竜哉
- Gフォース隊員[7]（Gフォース司令室要員[22]、隊員[63]）：高田敏幸、山崎一也
- Gフォース司令室員[7][22]（司令室要員[63]）：岩本祐之、岡田和久
- リサ・ロバーツ[132]（Gフォース司令室要員[22]）：ジョアンナ・ガーハン
- マリサ・ロール[132]（Gフォース隊員[22]）：マリサ・ビオベサン
- Gフォース幹部[7][151]（首脳[22][63]）：ヒサクニヒコ
- Gフォース幹部[7]（首脳[22][63]）：児玉頼信、桝田徳寿
- みか[出典 87]（精神開発センターの子供[7][62]）：平田実音
- りさ[23]（超能力少女[22]）[注釈 19]：佐藤友紀
- くるみ[23][63]（精神開発センターの子供[7]、超能力少女[22]）：増岡優
- 超能力少女[出典 87]（精神開発センターの子供[7]）：中村百合子
- ゴジラ[出典 93]：薩摩剣八郎
- メカゴジラ[出典 94]：福田亘
- ベビーゴジラ[出典 95]、ゴジラ[157][注釈 20]、メカゴジラドック作業員[135][22]（Gフォース整備士[156]、作業員[63]）：破李拳竜
- 瀬川隆之[出典 96][注釈 21]：佐原健二
- 兵藤巌[出典 98]：上田耕一
- 細野[出典 99][注釈 22]：高島忠夫（特別出演[22]）
- 麻生孝昭[出典 101]（麻生司令官[出典 102]）：中尾彬
- 大前裕史[出典 103]（大前博士[出典 104]）：川津祐介

## スタッフ
- 製作 - 田中友幸
- 脚本 - 三村渉
- 音楽監督 - 伊福部昭
- プロデューサー - 富山省吾
- 撮影 - 関口芳則
- 美術 - 酒井賢
- 録音 - 宮内一男
- 照明 - 望月英樹
- 編集 - 米田美保
- 助監督 - 三好邦夫
- 製作担当者 - 前田光治、金澤清美
- 監督助手：手塚昌明、黒川礼人、松下朋央、兼重淳
- 撮影助手：山口季幸、松本嘉通、今井孝博
- 録音助手：斉藤禎一、渡辺宸彬、平良栄章
- 照明助手：蝶谷幸士、瀬尾伸幸、川井稔、関野高弘、横道将昭、加藤桂史、小笠原篤志
- 照明機材：山崎惣一郎
- 特殊機械：三輪野勇、鹿山和男
- 特殊操演：鳴海聡、渡邊俊隆、船橋誠
- 美術助手：清水剛、石森達也、荒川友美子
- 大道具：川口茂
- 組付：小笠原禎
- 装飾：多胡啓一、遠藤雄一郎、北村陽一
- ベビーゴジラ製作：佐藤保、天木雅和、三木康次、橋本詳、八木武、島田一明
- 衣裳：斎藤育子
- 衣裳コーディネイト：出川淳子
- ヘアー・メイク：下鍋良江、米山勝郎
- スチール：工藤勝彦
- 音楽プロデューサー：岩瀬政雄
- 音楽エンジニア：大野映彦
- 音響効果：佐々木英世、丹雄二、小川広美、岡瀬晶彦
- 調音：多良政司
- 記録：石山久美子
- 編集助手：佐藤康雄、早坂久美子
- ネガ編集：大坪隆介
- 擬斗：宇仁貴三
- ナレーション[出典 105] - 小林清志
- 俳優係：小島文夫
- 宣伝渉外：鈴木律子
- 製作係：堀口慎、竹信誠司
- 特殊技術
  - 撮影 - 江口憲一、大根田俊光
  - 美術 - 大澤哲三
  - 照明 - 斉藤薫
  - 特殊効果 - 渡辺忠昭
  - 操演 - 鈴木豊
  - 助監督 - 鈴木健二、神谷誠（ノンクレジット[162]）
  - 製作担当者 - 小島太郎
  - 監督助手：近藤孔明、中野陽介
  - 協力撮影：桜井景一
  - 撮影助手：大川藤雄、岩崎登、藤田誠二郎、金本栄二、長田勝貴
  - 照明助手：入口正平、久道雅弘、山本眞生、佐熊愼一、壱岐尾りつ子、加藤賢也
  - 照明機材：棚網恒夫
  - 操演助手：小川誠、三橋和夫、岡村隆男、白石雅彦、川澄計、辻川明宏
  - 特効助手：久米攻、岩田安司、宇田川幸夫、中條勝美、鉄谷大地、高見澤利光
  - 美術助手：高橋勲、弦巻圭子、林谷和志、野本秀樹、春日佳行、小岩理絵、吉野保子、高木智之、渡辺勉
  - 美術装置：野村安雄
  - 組付：鴨志田平造
  - 背景：小島耕司
  - ゴジラ造型 - 小林知己、小林勉、村上修一、贅田直樹、西知子、長竹洋二
  - メカゴジラ・ラドン造型：若狭新一、三上陸男、金網幸弘、横山拓史、伊藤成昭、倉橋正幸
  - スチール：中尾孝
  - 記録：黒河由美
  - 編集：東島左枝
  - 編集助手：青山昌文
  - ネガ編集：大朝和代
  - 製作係：柴田誠
  - デザインワークス：吉田穣、西川伸司、青井邦夫、安井尚志、杉田篤彦、宮田英実
- 特殊視覚効果
  - プロデュース：小川利弘
  - スーパーバイザー：小野寺浩、大屋哲男、泉谷修
  - オプチカルエフェクト：木下良仁、岸本義幸、松浦正春、山路宏武、吉村好雄、米木美明、安田芳郎、佐藤高典、佐藤元
  - フォトグラフィックエフェクト：藤下忠男、泉谷修、内田剛史
  - エフェクトアニメーション：吉沢一久、飯塚定雄、橋本満明、西山明宏、川端孝、山本英文、進藤智子、渡辺義治、田中貴志、丹羽学
  - マットペインター：木村俊幸
  - CGプロデューサー：内海邦男、清野一道、大舘隆司
  - CGアーティスト：船江世志保、鈴木敬、荒木史生、檜皮勝久、鈴木忍、井部栄仁、鈴木肇、小川幸代、高橋俊也
  - ハイビジョン技術：鈴木昭男、原田睦弘、尾又富雄、細井孝能、滝沢隆也、諏佐佳紀、石川智太郎
  - ビデオエフェクト：萩原賢治
  - タイミング：岩田卂夫、村田豊
- オリジナルサウンドトラック盤：東芝EMI
- 協賛 - 日本旅行、三洋電機、コニカ、西友
- プロダクション協力 - 東宝映像美術、東宝サウンドクリエイティブスタジオ、東宝ミュージック、東宝コスチューム、東京現像所、東宝スタジオ
- 特技監督 - 川北紘一
- 監督 - 大河原孝夫
- 製作 - 東宝映画
- 配給 - 東宝

## キャンペーンソング
悲しみのゴジラ
唄：ブカブカ / 作詞：荒木とよひさ / 作曲：都志見隆 / 編曲：鶴由雄（ソニー・ミュージックレコーズ）
タイアップ番組『冒険!ゴジランド2』（テレビ東京）などを中心に宣伝活動を行っていたが、前作のコスモスによる「モスラの歌」の売上には及ばなかった。

## 制作

### 企画経緯
当初、シリーズ第20作は前作『ゴジラvsモスラ』から2年のブランクを置く形で1994年の製作が予定されていたが、『vsモスラ』の東京国際映画祭をはじめとしたプレビューショーにおける好評判を受け、すでに1993年末公開予定で企画が先行していた『ヤマトタケル』の製作ペンディングと本作品の製作繰り上げが決定された。さらにハリウッド版ゴジラの制作決定を受け、本作品で平成ゴジラシリーズを一旦終了させる予定だったが、ハリウッド版の制作遅延により、急遽翌年のシリーズ新作の制作も決まった。東宝プロデューサーの富山省吾は、公開時のインタビューで次作をシリーズ最終作とし、その後に新シリーズを立ち上げるという構想も語っていた。

登場怪獣について富山は、シリーズが打ち止めとなる予定であったため人気怪獣をすべて出したと述べている。メカゴジラとラドンは、アンケートでキングギドラやモスラに次ぐ人気を得ていた。ただし、キングギドラおよびモスラとそれ以外の怪獣とでは人気に大きな差があったとされ、富山によれば、それでもメカゴジラに決まったのは製作の田中友幸が『ゴジラ』（1984年版）を企画していたころからゴジラとロボットを戦わせることを構想していたことと、特技監督の川北紘一が『ガンヘッド』（1989年）を制作した実績があったことからなどであると述べている。田中によると当初、ゴジラの対戦相手はキングコングが候補にあがったが、版権などの問題から不採用となった。代わりにメカニコングを登場させる案もあった。
前作でも監督を務めた大河原孝夫は、前作の記録的ヒットを受けて本作品でも続投となった。脚本を担当した三村渉は、前作でもシノプシス制作で参加しており、採用には至らなかったが田中の好感触を得て、『ヤマトタケル』の検討用脚本の作業を中断し、本作品の執筆を手掛けた。本作品での「卵を育てる女科学者」などの要素は、三村による前作のプロットから引き継いだものである。

### 内容の変遷
本作品では、人間と怪獣との種の存続を賭けた戦いをテーマとしている。三村は「怪獣とは何か」ということを考え、異形の痛みを訴えることを意図していた。また、ゴジラとメカゴジラの戦いだけでは男性的な世界観となるため、女性受けする要素としてベビーゴジラを創作したと述べている。「命」をテーマとしていることから、前作までのような社会問題の要素は薄くなっている。川北は、前2作は昭和シリーズのリメイク的な意味合いが強かったが、本作品は『ゴジラ対メカゴジラ』（1974年）とはまったくの別物になったと述べている。
脚本の検討稿では、白亜紀にゴジラザウルスがプテラノドンに托卵する描写が存在したが、予算の都合から不採用となった。準備稿まではアドノア島でラドンとメカゴジラが戦うというシチュエーションもあり、ゴジラの登場は中盤ごろであったが、川北からの提案によりアドノア島でゴジラとラドンが戦うという展開に改められた。これに伴い、メカゴジラのシミュレーション戦闘シーンもカットされた。
ゴジラが京都を襲撃するシーンは海外輸出を考慮したもので、外国人にもわかる観光名所を映すことを意図している。川北は、ゴジラを出現させるため、生命科学研究所の所在地を京都にしたと述べている。京都でのゴジラのシーンは、熱線で破壊される京都タワーを除き、実景との合成で処理されている。清水寺の避難シーンは当初エキストラを手配していたが、道路事情で当日の一般開放前の時間に間に合わず、やむなくその場にいた修学旅行生など実際の観光客に事情を説明し、協力してもらい撮影した。川北は、ハリウッド版の制作も意識して、ラストシーンでゴジラをサンフランシスコのゴールデン・ゲート・ブリッジの下から出現させるという描写も検討していた。京都を去ったゴジラが大阪を通過するのは毎日放送とのタイアップによるものであった。
クライマックスの舞台である幕張は、東京湾のベイエリアで唯一怪獣に襲撃されていないことから選ばれた。当時は認知度が低い地域であったため、前作での横浜のシーンと同じく空撮による描写から始めることで全体をわかりやすく紹介している。空撮はデイシーンにする必要があったため、その前後のシーンは脚本から大幅に組み替えられている。ラドンが東京ディズニーランドを破壊するという案も存在したが、上空を通過するにとどまった。

### 配役
主演の髙嶋政宏や佐野量子、原田大二郎、宮川一朗太、中尾彬らは、監督の大河原からの推薦による。大河原は、前年に開催された東宝のパーティで高嶋からゴジラへの出演を要望されていた。大河原は、髙嶋の起用について富山が『ヤマトタケル』を見越していたものと推測している。
当時の髙嶋はシリアスな役どころが多く、テレビドラマ『HOTEL』でコミカルな役柄で人気を博していた弟・高嶋政伸を彷彿とさせる青木役を危惧する声もあったが、富山は本人にとっても芸の幅が広がったのではないかと評している。助監督の手塚昌明によれば、高嶋は他の俳優の撮影時でもカメラ近くから演技を見ていたという。メカゴジラのシミュレーション訓練のシーンでは、高嶋は扁桃腺炎を発症した状態で撮影を行っており、翌日は高熱によりロケを中止している。
精神開発センター所長の細野役として、政宏の父であり昭和東宝特撮の常連でもあった高島忠夫が出演している。忠夫がゴジラシリーズへ出演するのは『怪獣島の決戦 ゴジラの息子』（1967年）以来26年ぶりであった。劇場パンフレットでは忠夫・政宏親子が本作品で初共演と紹介され、このことについての両者のコメントも載せている。大河原によれば、忠夫が前作『ゴジラvsモスラ』を観て面白いと言っていたことを政宏から聞き、話題性も加味して出演を依頼したという。しかし、スケジュールの都合により脇役での出演に留まった。政宏は、当初は親子共演であることを意識していなかったが、スタッフから冷やかされやりづらかったと述べている。忠夫が本作品を劇場で鑑賞した政宏から聞いたところによれば、観客は親子共演したことよりも過去のゴジラシリーズに出演していた忠夫が登場したことに盛り上がっていたという。また、助監督の手塚は、忠夫が自身の撮影時以外でもスタジオを訪れていたことを証言している。
大前博士役の川津祐介は、東宝の演技課からの推薦であった。
Gフォースが国連組織という設定から、外国人俳優が多く起用されているのも特徴である。レオ・メンゲッティやシェリー・スゥエニーら外国人俳優には、英語台本が用意され、英語でのセリフも多く取り入れている。
幕張でのエキストラ撮影には、日本旅行とのタイアップによりゴジラツアーの参加者800人が動員された。ツアーには特撮現場の見学プランもあり、それに合わせて特撮の撮影スケジュールが調整された。

### 撮影
ベビーゴジラの撮影は、ゴジラと絡むシーンを除き本編班が担当した。大河原はベビーも特撮班が撮るものと思っていたが、芝居が絡むので本編でやった方がいいと川北から告げられたという。三村は、大河原が撮ることを想定して、翼竜ロボットなど本編での特撮シーンを設けたと述べている。その後、大河原は『ヤマトタケル』や『ゴジラvsデストロイア』（1995年）でも怪獣の登場する本編特撮を演出している。
本編は、1993年5月24日に京都ロケからクランクインした。7月24日には、幕張新都心でのエキストラロケが行われた。クランクアップは8月5日。
ベビーゴジラを飼育するサブドックは、スタジオの壁面などをそのまま使用して撮影している。天井部分はCGで作成している。監視モニターが設置されている温室は、『ゴジラvsビオランテ』でのバラの温室を流用している。
ブルーバック撮影は、東宝スタジオ第8ステージで行われた。ベビーゴジラのみ、体色がブルー系のためグリーンバックでの撮影となった。
コンテナの輸送シーンは、6月17日に多摩センターで早朝に行われた。地上に降りたコンテナは、7月28日に千葉マリンスタジアム近くの空き地で撮影された。そのほかのコンテナのシーンは、セットで撮影が行われた。ベビーを搬出するシーンは、実際にコンテナをスタジオに横付けして撮影された。コンテナが落下するシーンの撮影について、佐野は地震体験車輌のようであったと述懐している。
アドノア島でのヘリ発着シーンは、川越のエースヘリコプター発着場で撮影しており、コンクリートを黒幕で隠し地面の色に合わせている。
尺の都合から、Gフォースの訓練や部隊内での恋愛模様などのシーンが編集段階でカットされている。本作品では、戦闘シーンに比重を置いたため、本編で撮影しながらカットされたシーンが多い。大河原は、映画『七人の侍』のようにメカゴジラのスタッフを集める展開を構想していた。
通常の撮影照明は1個10キログラムくらいで、どんなに大きくても50キログラムだが、復活したゴジラの吐く熱線を受けるシーンでは、アークと呼ばれる100キログラムもの照明を使ってスパークを表現している。佐々木役の原田大二郎は大河原から「目を最後まで開けてください」と言われたため、目を最後まで開けていた。だが、翌朝に起きようと思っても目が見えず、キャサリン役のシェリー・スゥエニーも青い瞳であり、黒目の原田たちよりもダメージが大きかったことから、シェリーの回復を待つために1週間ほど撮影が中断されたという。後方の座席であった未希役の小高恵美と今井役の武野功雄は前列の3人よりも比較的症状が軽かったため、後部からのカットから撮影が行われ、その際の前列3名は代役による吹き替えとなった。小高も照明を直接見ていなかったにもかかわらず翌日目が痛く、皮膚が日焼けしたように剥けたと述懐している。
本編シーンでの破壊された幕張プリンスホテルは、CGをマットアートとして用いている。

### 特撮
特撮監督の川北紘一は「ミニチュアでの実写はCGにはない味がある」「恐竜映画ではなく、最高の怪獣映画を目指す」と発言するなど、同年に公開された『ジュラシック・パーク』との差別化を意識していた。CGはメカゴジラの描写に一部使用しているが、川北はメカゴジラが生物感の必要がないキャラクターであるためにCGの質感が合っていたと述べている。
特撮美術は、前作の撮影中盤より体調不良となった大澤哲三に代わり、美術助手の高橋勲が現場を指揮した。特撮助監督の神谷誠は、本作品の製作が決定する前に特撮テレビドラマ『電光超人グリッドマン』に参加していたため、本作品には途中参加となり、クレジットも表記されていない。操演助手の白石雅彦は、工事記録映画の監督を務めていたために当初は本作品に参加していなかったが、操演チーフの小川誠がテレビでの仕事のために離脱し、応援として呼ばれた。
特撮班は、1993年4月20日にクランクインし、仙台、四日市、京都のロケーション撮影が4月27日まで行われた。
東宝スタジオでの撮影は5月に入ってから開始し、8日から20日にかけて第9ステージにてアドノア島の撮影が行われた。アドノア島のセットは、高低差を強調した構造となっている。
5月21日・22日には、大プールにてゴジラが上陸する四日市コンビナートの撮影が行われた。このシーンは『モスラ対ゴジラ』のゴジラ上陸シーンをオマージュしている。同24日には、オープンセットにて四日市コンビナート破壊シーンも撮影された。川北は、一度このシーンを欠番にすることも考えていたが、脚本の三村の出身地であったことや、映画全体で火を用いるシーンが少なかったことなどから盛り込まれた。
5月25日から6月9日にかけては、第2ステージにて鈴鹿でのゴジラとメカゴジラの対決シーンが撮影された。大平原での戦闘は、川北がスクリーンでのスケール感を見せるために入れたものである。神谷によれば、脚本ではメカゴジラのショックアンカーは関東全域の電力を集中させてゴジラを倒すという展開で撮影も予定されていたが、当日になって川北が時間の都合から全面カットを指示し、撮影は行われなかった。大津での戦闘シーンのセットは、先行して撮影された鈴鹿のセットを流用している。
6月11日・12日には、大プールにてゴジラとラドンの戦闘シーンを撮影している。撮影は昼間に行われ、疑似夜景の手法を用いている。ラドンの操演には、アームが20メートル以上もある工事用クレーンが用いられた。
6月15日から19日にかけては、第5ステージにてメカゴジラのメインドックの撮影が行われた。タイトルバックでの全身カットは、カメラマンがフォークリフトの爪に乗って撮影している。フォークリフトのエンジンをかけた状態では振動が起こるため、試行錯誤を経てエンジンを切った状態で爪を下降させるという手段がとられた。冒頭やメンテナンスでのメカゴジラに放電がされているが、これは合成ではなく、実際にメンテナンスアームのセットとメカゴジラのスーツの双方に電極を付け、高圧電流を流した本物の放電である。上昇するシーンでは、セットを普通に組むとスタジオの天井までの高さが足りないため、セットを横倒しにして組み、カメラも横にして撮影している。
6月21日には、オープンセットにて京都タワーの破壊シーンが撮影された。天候不順により、ゴジラがタワーから去っていくシーンは撮影されなかった。そのほかの京都のシーンは、実景への合成が主となっている。
6月24日・25日には、第5ステージにてガルーダドックの撮影が行われた。セットはメカゴジラメインドックを組み替えている。発進シーンは未使用カットが多数存在する。
6月28日から7月23日にかけては、第9ステージにて幕張ベイエリアのシーンが撮影された。このセットは平成VSシリーズ最大規模とうたわれ、約1,000平方メートルのミニチュアセットが造られた。建物の破壊シーンに特に力を入れて演出しており、火薬の使用量はシリーズ最高となった。1993年当時の幕張は開発途中で空き地が多く、川北は「建物が多くないので被害が少なく、海も近くなにかと都合がよかった」「思う存分バトルシーンの演出が出来た」と述べている。一方、セットが広すぎたために壊しきれなかったとも述懐している。千葉マリンスタジアムのミニチュアは、片側を壊れやすいように石膏で作っていたが、撮影時に壊す位置が変更となり、現像時にフィルムを反転させている。スタジアムのスコアボードには、選手名も記載されていた。当初、クライマックスにはパイロットを乗せた脱出艇の描写があり、造形物も用意されていたが未使用となった。。
7月24日から30日にかけては、第2ステージにて各飛行シーンやゴジラとベビーゴジラの掛け合いのシーンなどが撮影された。
7月27日には、オープンセットにてメカゴジラの発進シーンが撮影された。本来は幕張セットより前に撮影を終えている予定であったが、雨のせいで撮影できず、クライマックスでの炎上シーンの後にスーツを修復して撮影することとなった。
7月30日には、大プールにてゴジラとベビーゴジラが海へ帰るシーンが撮影された。絵コンテでは、ラストシーンはゴジラを見送る画となっていたが、川北はゴジラシリーズがこれで終わりではないということを示すため、ゴジラが向かってくる描写とした。並行して、オープンセットでゴジラが生命科学研究所を破壊するシーンも撮影された。翌31日に特撮班はクランクアップした。
なお、レインボーブリッジが破壊されるシーンは同ブリッジ関係者にあまり良い印象を持たれなかったようで、同ブリッジも登場する1998年公開のアニメ映画『名探偵コナン 14番目の標的』の制作前にスタッフが取材した際には、本映画と違って破壊されないことを聞かされた同ブリッジ関係者が笑いながら安堵したという。詳細は名探偵コナン 14番目の標的#製作を参照。

### 音楽
音楽は『vsキングギドラ』『vsモスラ』に続き、伊福部昭が担当。伊福部は、体調不良を理由に一旦辞退し1ヶ月ほど本作品から離れていたが、どうしてもやることになったといい助手を2人立てての制作作業となった。
本作品では、怪獣や人物ごとに7つの主題が設けられた。ゴジラの主題には、従来の「ゴジラのテーマ」に加え、第1作『ゴジラ』で本来ゴジラの主題として作曲された「ゴジラの猛威（ゴジラの恐怖）」が用いられた。これはファンからの要望に伊福部が応えたものとされる。ラドンの主題は、『三大怪獣 地球最大の決戦』（1964年）のものをベースとしつつ、新たに別の主題も組み合わせている。
メカゴジラは、旧作と異なり人間が乗り込んでいることからメカニックな音楽とはせず、人間味のある旋律としている。また、旧作でのメカゴジラの主題は調性がなかったが、本作品では明確な調性楽曲となった。冒頭部では、キングギドラのテーマの要素も加えられている。
伊福部は、脚本を読んで古代植物の音楽の描写に面食らったといい、しかも子供がそれを歌うということでさらに度肝を抜かれたという。この「エスパーコーラス」は、ベーリング海の島という設定から北方民族をイメージし、歌詞にはアイヌ語を用いている。撮影では、先行して制作されたガイドを用い、その後に収録した合唱団の歌と差し替えている。
ベビーゴジラの主題は、卵から出てくるまでは怪しげな音楽とし、姿が見えてからはだんだんと旋律を柔らかくしている。『ゴジラvsデストロイア』（1995年）では、ベビーゴジラが成長したゴジラジュニアの主題としてベビーの主題と同じモチーフを用いている。
Gフォースマーチは、元々前作で未使用となった楽曲を修正したものである。構成は『フランケンシュタインの怪獣 サンダ対ガイラ』（1966年）での「L作戦マーチ」と似たものとなっているが、同曲がカノン調であったのに対し、本曲は直線的な楽想となっている。メカゴジラの出撃シーンでは、大河原は音楽で盛り上げることを考えていたが、伊福部は攻撃準備に音楽はいらないと主張し、音楽プロデューサーの岩瀬政雄が出撃シーンも攻撃と解釈するよう説得し納得させるに至った。
エンディングは、劇中のセリフに基づき生命の賛歌というイメージとなっている。
ベビーゴジラを輸送するコンテナがヘリコプターで飛び立つシーンやドックでメカゴジラとガルーダを改修するシーンなどにも専用の楽曲が作られていたが、演出意図により未使用となった。
川北は、平成VSシリーズでの伊福部の楽曲で印象に残っているものとして本作品のメカゴジラのテーマとGフォースマーチを挙げている。

### その他
本作は日本映画としては初めて実験的にドルビーデジタル5.1chサラウンドフォーマットが使用され、封切時には有楽町の日劇東宝、大阪の梅田東宝劇場において、5.1ch仕様のフィルムが上映された。後のビデオソフトなどでは全国上映用のドルビーステレオ仕様の音声がデフォルトとなっているが、BGM、効果音などが部分的に異なっている。本作品ではデジタル化作業はアメリカで行われており、東宝特撮作品における日本国内での作業による本格導入は『モスラ3 キングギドラ来襲』（1998年）からであった。

### タイアップ
前作に引き続き大々的なタイアップが展開されたほか、ゴジラ生誕40周年にあわせ記念イベントが多数開催された。テレビやイベントなどでのゴジラは主に破李拳竜が演じた。
池袋サンシャインシティ文化館では、展示イベント「大ゴジラ博」が開催された。
1993年11月には、日本旅行とのタイアップにより「ミステリー列車・ゴジラ40周年記念号」が開催された。到着地点は日光江戸村で、同所にてゴジラ博士認定試験が行われた。
バラエティ番組『森田一義アワー 笑っていいとも!』では、ゴジラとメカゴジラが登場するコーナーが設けられた。

## 評価
本作品は、制作当初から配給収入20億円を超えた前作は下回るものと想定されていたが、それでも20億円に迫る18億7,000万円を記録し、1994年度の邦画興行第2位となった。

### 受賞歴
- 第17回日本アカデミー賞優秀録音賞、協会特別賞[39]
- 第12回ゴールデングロス賞優秀銀賞、マネーキングスター賞[236]。

## 映像ソフト
- ビデオカセットは1994年12月1日発売[237][238]。品番 TG4533S[37]
- レーザーディスク
  - 1994年12月1日に愛蔵版（本編2枚、メイキング映像やインタビューを収録したスペシャルディスク1枚をCAV形式で収録したセット）が発売[237][238]。
  - 1996年5月1日に廉価版が発売[239]。
- DVDは2002年6月21日発売[240]。オーディオコメンタリーは手塚昌明[240]。
  - 2005年4月22日発売の「GODZILLA FINAL BOX」に収録されている[241]。
  - 2008年5月23日発売のトールケース版「ゴジラ DVDコレクションV」に収録されており、単品版も同時発売[242]。
  - 2014年5月14日には「ゴジラ60周年記念版」として期間限定の廉価版が発売[158]。
  - 2016年6月15日、東宝DVD名作セレクション版発売[243]。
- Blu-rayディスクは2010年1月22日発売。
  - 2014年6月18日には「ゴジラ60周年記念版」として期間限定の廉価版が発売[244]。

## 備考
- 第1特報での仮タイトルは『ゴジラ5』だった[21][168]。
- 第2特報の映像は『ガンヘッド』の映像を多用している[67]。『ガンヘッド』の特撮も本作品の特報も川北が手がけているが、ガンヘッドDVD発売記念イベントの際、ガンヘッドの映像をなぜ使ったのかとの問いに川北は「いやぁ、なにせすごいメカが出るって聞いたもんですから。そこら辺はあまり触れないでください」と語っている[要文献特定詳細情報][注釈 40]。また、『ゴジラvsメカゴジラ』のタイトルロゴのデザインも異なっていた。
- ゴジラが梅田を破壊しているシーンでは、当時完成したばかりの梅田アプローズタワーや毎日放送茶屋町新社屋がアップで映っている[注釈 41]。前者は制作された東宝の系列である阪急の施設である。
- 冒頭のナレーションは、『ゴジラvsビオランテ』から『vsデストロイア』まで予告編のナレーターを務めた小林清志が担当した。
- ゴジラの熱線の角度について説明するシーンやメカゴジラのシミュレーション映像では、『ゴジラvsキングギドラ』や『ゴジラvsモスラ』の映像が使われている。
- 劇中に登場する新聞記事には見出しに「灰の海　四日市、京都壊滅」とあり、「長い間ゴジラ襲撃から逃れてきた京都もついに壊滅という被害をうけるに至った」とある。四日市市～大津市～京都市～大阪市への襲撃で死者二千五百二十三人・行方不明者七千八百二十一人を出し、四日市ではゴジラが伊勢湾に出現から僅か十数分で上陸してしまい十分に対策が出来ないまま避難警報を発令。市民の避難途中にゴジラが上陸するかたちになったため、三重県で約一千二百人の死傷者を出してしまったと記述されている。

## コミカライズ
それぞれ独自のストーリーが描かれている。
小学館版
作画：坂井孝行。小学館『別冊コロコロコミックスペシャル』1993年8月号から12月号に掲載。単行本はてんとう虫コミックススペシャルから刊行。
メカゴジラ、ガルーダのデザインや設定が映画と違う、三枝美希が登場せず、『ゴジラvsビオランテ』の登場人物である黒木特佐が活躍する。

講談社版
ストーリー構成：安井尚志、作画：川石てつや。講談社『デラックスボンボン』1993年11月号から連載。ボンボンKCにて刊行。
五条梓が未登場で三枝美希がヒロインを務めている。

## 関連グッズ
光るゴジラ!
蓄光仕様のミニフィギュア。全15種で、各4色カラーバリエーションが存在する。
入場者プレゼントとして配布されたほか、翌年には食玩「ゴジラ誕生」として再発売された。